# Euphroniaceae
Euphroniaceae is een botanische naam, voor een familie van tweezaadlobbige planten. Een familie onder deze naam wordt zelden erkend door systemen voor plantentaxonomie, maar wel door het APG-systeem (1998).
In het APG II-systeem (2003) is erkenning van de familie optioneel: deze planten kunnen ook ingevoegd worden in de familie Chrysobalanaceae.
Het gaat om een heel kleine familie van een of twee soorten bomen, in Zuid-Amerika.
In eerdere taxonomische opvattingen werden deze planten geplaatst in de familie Trigoniaceae of de familie Vochysiaceae.